# 개발비
개발비(開發費, development costs)는 새로운 제품이나 기술의 개발 또는 개량을 위하여 지출한 금액이다. 미래의 경제적 효익의 유입 가능성이 높고 취득원가를 신뢰성 있게 측정할 수 있는 경우에 무형자산의 개발비로 처리한다. 경제적효익의 유입가능성이 없거나 취득원가의 측정이 되지 않아 무형자산으로 식별가능성이 없는 지출은 경상개발비로 판매비와관리비에 속한다.